# 기타나다촌 (도쿠시마현)
기타나다촌(北灘村)은 도쿠시마현 이타노군에 있던 촌이다. 현재의 나루토시에 해당한다.

## 지리
사누키 산맥의 북쪽 기슭에 위치하며 북쪽은 하리마 바다에 접해 있다.

## 역사
- 1889년 10월 1일 - 정촌제 시행에 수반해 이타노군 기타나다촌이 성립하였다.
- 1956년 9월 30일 - 나루토시에 편입해 소멸하였다.

## 참고문헌
- 『角川日本地名大辞典 36 徳島県』（1986年 ISBN 4040013603）